# Marius von Mayenburg
 (septembre 2024).
Si vous disposez d'ouvrages ou d'articles de référence ou si vous connaissez des sites web de qualité traitant du thème abordé ici, merci de compléter l'article en donnant les références utiles à sa vérifiabilité et en les liant à la section « Notes et références ».
Marius von Mayenburg, né le 21 février 1972 à Munich, est un écrivain de théâtre allemand.

## Biographie
Après des études d'ancien allemand, il se tourne vers l'écriture dramatique. En 1992, il déménage à Berlin. De 1994 à 1998, il suit au Conservatoire les cours d'écriture scénique avec Yaak Karsunke et Tankred Dorst. En 1995, il fait un stage au Théâtre Kammerspiele.
En 1997, il écrit Monsterdämmerung et Feuergesicht (Visage de feu). Il obtient le prix de la Fondation des auteurs de Francfort.
Le metteur en scène allemand Thomas Ostermeier met en scène sa pièce Visage de feu en 1998 à Munich, puis à Hambourg en 1999. Il est aussi traducteur, notamment de Sarah Kane, et dramaturge pour le théâtre de la Schaubühne de Berlin.
En France, ses pièces sont publiées par L'Arche et jouées sur des scènes telles que le Théâtre du Rond-Point (L'Enfant froid, mise en scène de Christophe Perton en 2005), La Comédie de Caen (Eldorado, mise en scène Olivier Lopez 2008), La Ferme du Buisson (Parasites, mise en scène Mikaël Serre 2004), le Théâtre de la Bastille (L'Enfant froid, mise en scène Mikaël Serre en 2006), La Condition Publique (Cible mouvante, mise en scène Mikaël Serre en 2009) ou au Théâtre national de la Colline (Visage de feu, mise en scène d'Alain Françon en 2001 ; La Pierre, mise en scène de Bernard Sobel en 2010) ou au théâtre de la Vignette (La Pierre, mise en scène de Marion Rozé en 2017).

## Œuvres

### Théâtre
- Haarman (Haarmann), 1996
- Mademoiselle Danzer (Fräulein Danzer), 1996
- Rois du couteau (Messerhelden), 1996
- Visage de feu (Feuergesicht), L'Arche éditeur, 2001
- Psychopates (Psychopaten), 1998
- Parasites (Parasiten), L'Arche éditeur, 2001
- L'Enfant froid (Das kalte Kind), L'Arche éditeur, 2004
- Eldorado (Eldorado), L'Arche éditeur, 2004
- Tourista (Turista), 2005
- Le Moche (Der Häßliche), L'Arche éditeur, 2008
- Le Chien, la Nuit et le Couteau (Der Hund, die Nacht und das Messer), L'Arche éditeur, 2008
- La Pierre (Der Stein), L'Arche éditeur, 2010
- Perplexe (Perplex), L'Arche éditeur, 2012
- Voir clair (Augenlicht), L'Arche éditeur, 2012
- Martyr (Märtyrer), L'Arche éditeur, 2012
- Pièce en plastique (Stück Plastik), L'Arche éditeur, 2015
- Nocturne (Nachtland), L'Arche éditeur, 2024

### Traduction
- Othello

## Distinctions
- Prix Kleist d'encouragement aux jeunes auteurs dramatiques pour Tête brulée en 1997
- Prix de la fondation des auteurs de Francfort en 1998